# Wydmy (Poznań)

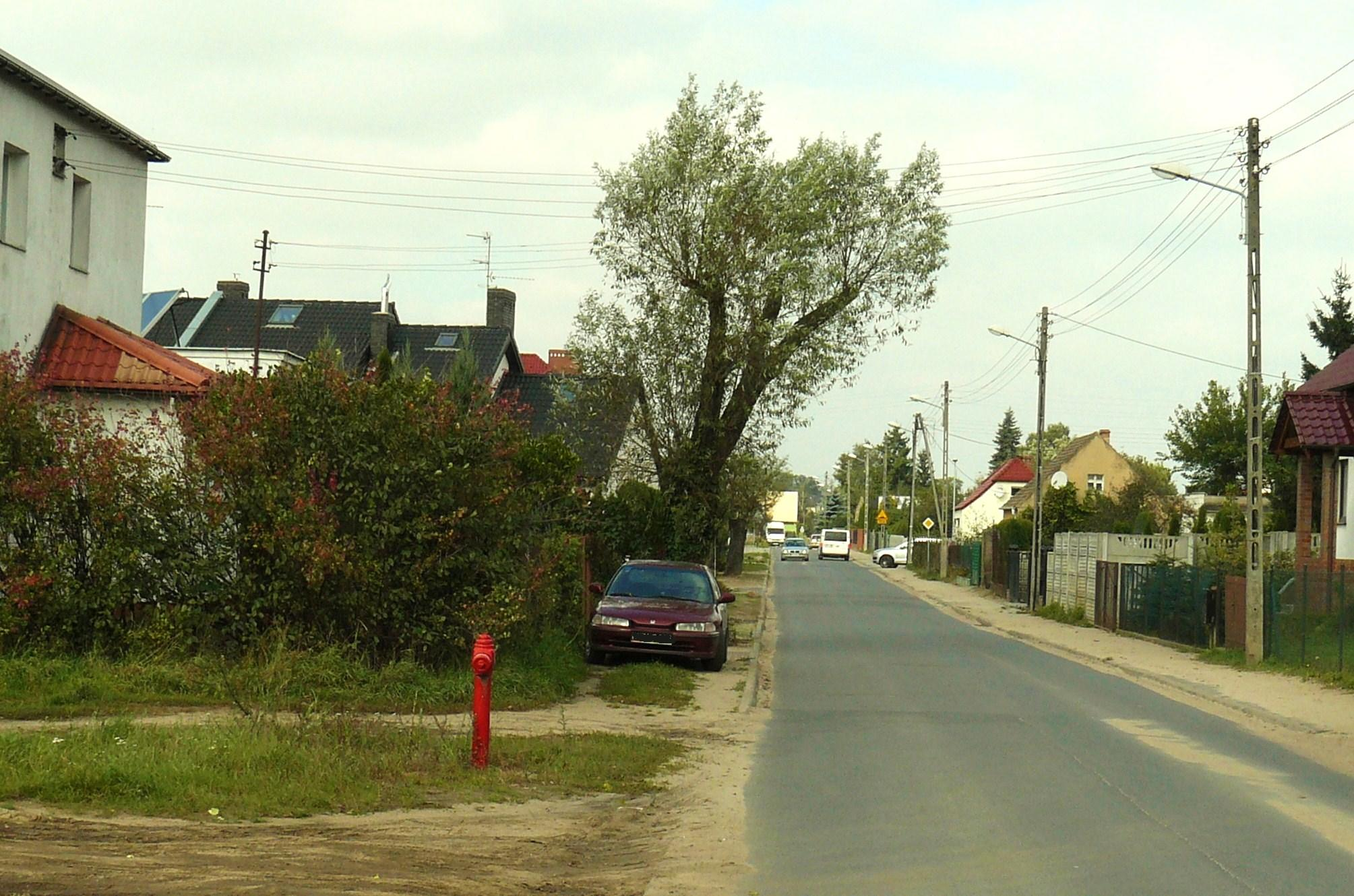
Główna arteria Wydm - ul. Perzycka (narożnik Dobiegniewskiej)

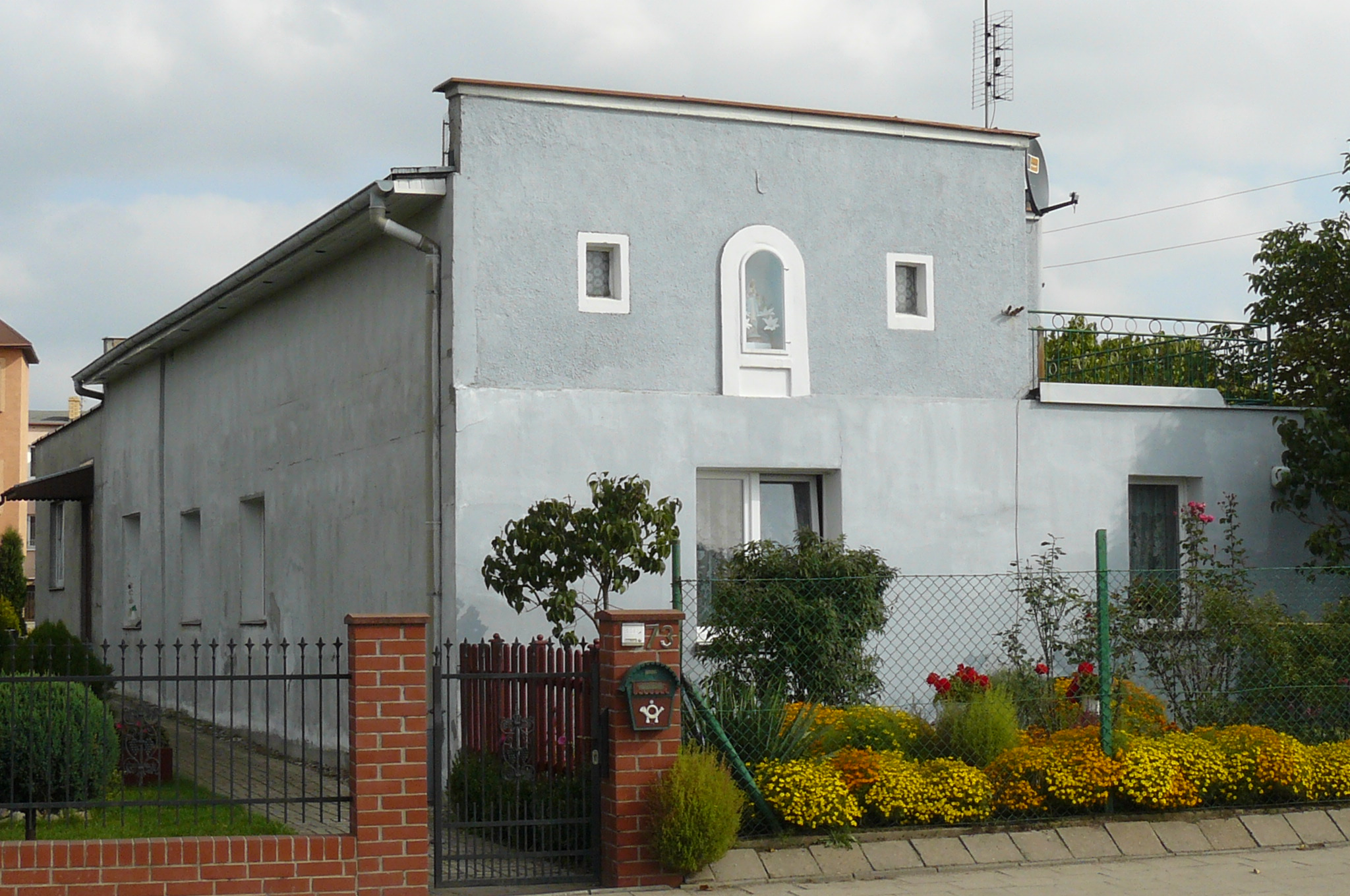
Stara zabudowa Wydm - ul. Perzycka (dom z kapliczką)

Wydmy – część Poznania o zanikającej nazwie, znajdująca się na południe od Ławicy, a dokładniej od Osiedla Bajkowego, na granicy z Laskiem Marcelińskim. 

## Charakterystyka
Część ta oznaczana jest na planach miasta, jednak od dość dawna nie funkcjonuje w świadomości mieszkańców Poznania - utożsamiana jest z Osiedlem Bajkowym lub Ławicą. 
Wydmy nie są objęte siecią MPK Poznań i leżą na uboczu od głównych szlaków komunikacyjnych. Dużą ich część zajmują piaszczyste nieużytki i łąki, co może być przyczyną powstania nazwy. Obecnie jednak, od północy i zachodu rozwija się zabudowa indywidualna związana z Osiedlem Bajkowym i Ławicą. Najważniejsza ulica przechodząca przez Wydmy to Perzycka.

## Przyroda
Rejon Wydm porasta zagrożony zanikiem zespół łąk trzęślicowych (Selino carvifoliae-Molinietum), towarzyszący starym rowom melioracyjnym.